# 西園寺公満
西園寺公満（さいおんじ きんみつ）は、江戸時代前期の公卿。官位は従三位・権中納言。

## 経歴
寛永元年（1624年）に叙爵。以降清華家当主として速いスピードで累進して、寛永16年（1639年）には従三位となり公卿に列する。寛永18年（1641年）権中納言、正保4年（1644年）には踏歌節会外弁となる。慶安2年（1649年）に任職を辞し、慶安4年（1651年）には30歳で薨去した。

## 系譜
- 父：西園寺実晴
- 母：徳姫（細川忠隆の娘）
- 妻：松平康重の娘
  - 男子：西園寺実尚（1645-1660）
- 生母不詳の子女
  - 女子：久我通名室